# Jugoszláv Bizottság

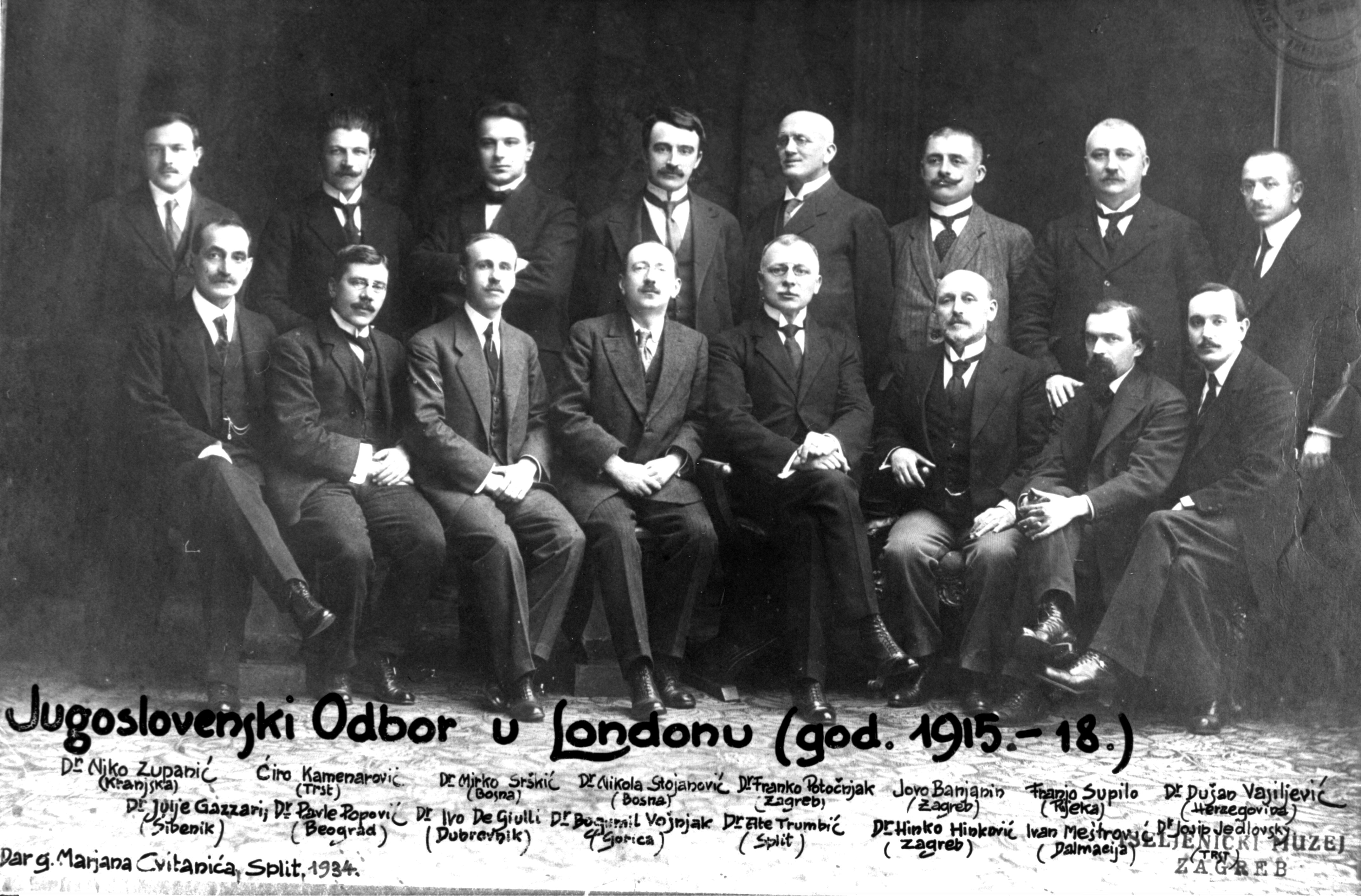
A Jugoszláv Bizottság, 1916-ban Párizsban, felső sor balról jobbra: Niko Županič, Ćiro Kamenarović, Milan Srškić, Nikola Stojanović, Franko Potočnjak, Jovo Banjanin, Frano Supilo, Dušan Vasiljević; alsó sor balról jobbra: Julije Gazzari, Pavle Popović, Ivo de Giulli, Bogumil Vošnjak, Ante Trumbić, Hinko Hinković, Ivan Meštrović, Josip Jedlovski

A Jugoszláv Bizottság (szerbhorvátul: Jugoslavenski odbor) horvát, szlovén és szerb politikusok és osztrák-magyar emigránsok politikai testülete volt, amely az első világháború idején az osztrák-magyar uralom alatt álló délszláv területek Szerbiával és Montenegróval való egyesítéséért dolgozott. A politikai tevékenységet horvát emigránsok (Frano Supilo, Ante Trumbić, Ivan Meštrović és mások) indították el, akik 1914 szeptemberében tiltakoztak az antant hatalmaknál Isztriának és Dalmáciának Olaszország részére való átadása miatt, amit a délszláv országok egy állambal való egyesítésére vonatkozó terveik miatt elleneztek.
A szarajevói merénylet után egy korábbi megállapodás értelmében több prominens horvát személyiség, a horvátok és szerbek nemzeti egysége „új irányvonalának” követői emigráltak a szomszédos országokba. 1914 őszén Frano Supilo újságíró, Ante Trumbić, Hinko Hinković és Frano Potočnjak ügyvédek és Ivan Meštrović szobrász találkozott Rómában és bár nem kaptak felhatalmazást horvát népüktől, megegyeztek egy bizottság létrehozásában, amely a nemzeti összetartozás jegyében, „jugoszláv” néven a déli szlávok Ausztria-Magyarország uralma alól való felszabadításáért és Szerbiával egy közös Jugoszlávia államban való egyesüléséért tevékenykedik. Szándékukról tájékoztatták Nikola Pašićot, a niši szerb kormány miniszterelnökét, aki megörült a hírnek, mert ezzel a szövetségesek számára is tudatják, hogy a horvátok is egyesülésre törekednek Szerbiával. Pašić azonban azt tanácsolta, hogy ne „jugoszláv”, hanem „horvát” bizottságnak nevezzék magukat, a leendő államot pedig ne „Jugoszláviának”, hanem „Kiterjesztett vagy Nagy-Szerbiának" nevezzék. 1914. november 7-én a mostari szerbek vezetői, Nikola Stojanović és Dušan Vasiljević Pavlo Popović belgrádi professzorral Rómába érkeztek. Közülük az első kettőt, mint a precai szerbek képviselőit a római testület felvette Jugoszláv Bizottság körébe. 1915 februárjában csatlakozott hozzájuk a likai Jovo Benjanin és Milan Srškić szarajevói ügyvéd.
Az 1914. december 7-én Nišben a szerb nemzetgyűlés, valamint Sándor régensherceg ugyanezen hónap 28-án a hadsereghez intézett kiáltványában azonban a szerb nemzeti gondolatot és Nagy-Szerbia eszméjét hangsúlyozta. A római tanácskozók sajnálattal vették tudomásul, hogy a hivatalos Szerbia Pašićtyal az élén nem fogadja el a szerbek és horvátok nemzeti egységét, sem pedig a teljes egyenjogúsággal rendelkező közös államot, hanem csak a szerb népet és a szerb nemzeti gondolatot tartja szem előtt. Ennek ellenére úgy döntöttek, hogy folytatják munkájukat, abban a reményben, hogy a maguk szerbek, mint demokratikus nép elfogadják egy közös, demokratikus és a népek egyenlőségén alapuló állam gondolatát, amelyben szerbek, horvátok és szlovének valódi, törzsi, kulturális és vallási sajátosságaik megtartásának és fejlesztésének lehetőségével egyenlőek lesznek.
1915. január 26-án Frano Supilo aggodalmakkal telve indult Nišen keresztül Szentpétervárra, ahol március elején egy ügyes manőverrel megtudta, hogy a szövetségesek valóban Olaszországnak akarják adni a dél-szlovén területeket, az Isztriát, az egész horvát tengerpartot és Dalmáciát a szigetekkel egészen a Krka folyóig, míg Horvátország a tengerhez való fiumei kijutással független maradna. Amikor Pašić szentpétervári képviselőjén keresztül értesült Supilo információjáról, április 9-én Lj. Stojanović és A. Belić személyében szakértőket küldött Oroszországba egy beadvánnyal, amelyben azt kérte, hogy Szerbiának Dalmáciáért, amelyet nem kaphat meg Horvátországból, nevezetesen Likából, Krbavából és Szlavóniából adjanak kárpótlást. Míg Supilo csalódottan tért vissza Rómába, 1915. április 26-án a szövetségesek aláírták a londoni egyezményt az említett, Olaszországnak adandó engedményekkel, majd másnap Trumbić és a bizottság többi tagja elhagyta Rómát.

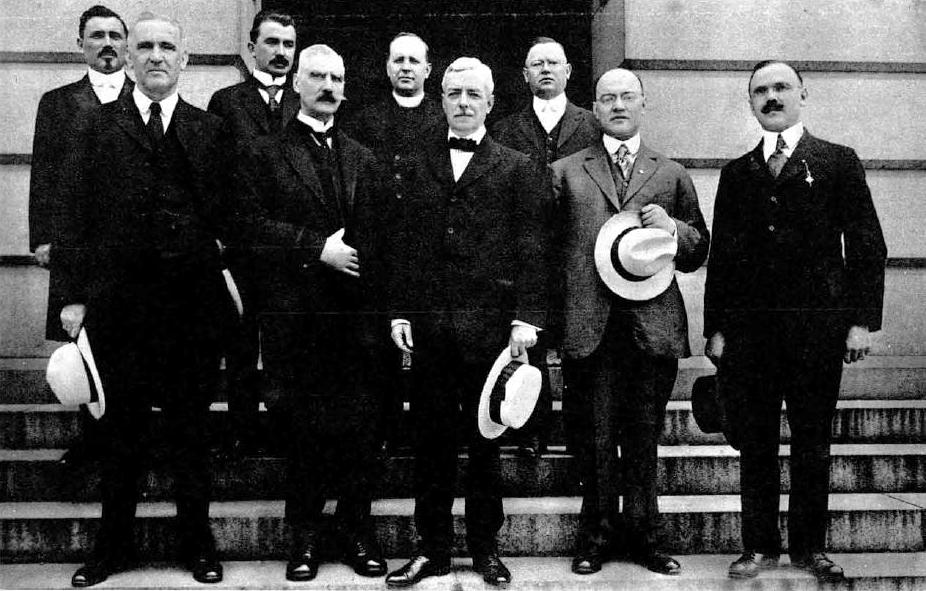
A Jugoszláv Bizottság küldöttsége Washingtoban 1917-ben

A Jugoszláv Bizottságot hivatalosan 1915. május 30-án hozták létre Párizsban Ante Trumbić elnökletével, londoni székhellyel, valamint párizsi, genfi, szentpétervári és washingtoni irodákkal. A Jugoszláv Bizottság erőteljes propagandatevékenységet fejtett ki az egyesülés érdekében, amely magában foglalta Ausztria-Magyarország megdöntését és az Adria keleti partvidékének megvédését az olasz behatolástól. Az egyesülést Olaszország határozottan ellenezte, míg a Nikola Pašić vezette szerb kormány kétértelmű kapcsolatban állt a bizottsággal, és tevékenységét az osztrák-magyar uralom alatt álló délszláv területek Szerbiához való csatolása gondolatának megvalósítása irányába próbálta kamatoztatni, míg az Adriai-tenger egy részét Olaszországnak hagyta. A Jugoszláv Bizottság a szerb kormánnyal szembeni egyenlőtlen pozíciója miatt Frano Supilo 1916 júniusában kilépett a bizottságból, a kihirdetett korfui nyilatkozat pedig a horvát emigráció nagy részének elégedetlenségét váltotta ki, mert sértette az egyesülés általuk elkpzelt módját. Az antant előtt a Jugoszláv Bizottságnak nem sikerült elnyernie a legitim szövetséges népképviseleti testület státuszát, amihez elsősorban az olasz és a szerb ellenkezés járult hozzá, amely arra törekedett, hogy az egyesülést a szerb politika centralista céljainak megfelelően valósítsa meg. A Jugoszláv Bizottság horvát tagjai többnyire szabadkőművesek voltak.
A szerb kormány csak Ausztria-Magyarország összeomlása és a Szlovének, Horvátok és Szerbek Államának megalakulása után egyezett bele az 1918-as genfi nyilatkozat aláírásába, amely az egyenjogúságot volt hivatott garantálni. A szerb kormány azonban hamarosan megsértette a Nemzeti Tanáccsal és a Jugoszláv Bizottsággal kötött megállapodás alapelveit, amelyeknek nem volt kellő politikai ereje ahhoz, hogy végső soron szembeszálljon a horvát tengerpart nagy részének olasz megszállásával, és hogy befolyásolja az 1918 december elsejei egyesülés végrehajtását. A Jugoszláv Bizottság hivatalosan 1919 márciusában szűnt meg.

## Előzmények

### A horvát délszlávizmus

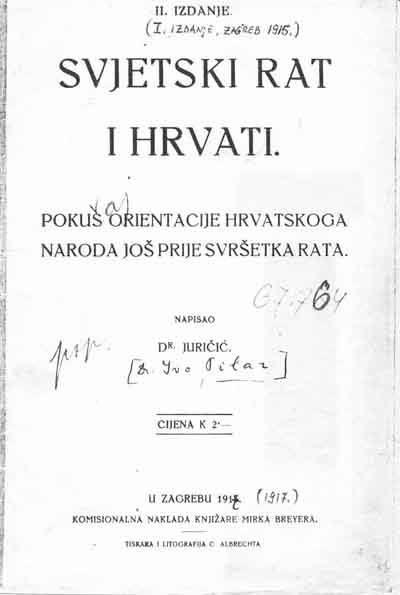
Pilar „Világháború és a horvátok” című művének címlapja

A dinamikus német imperializmustól való félelmében Horvátország a 19. század utolsó évtizedeitől egyre inkább kételkedett saját ellenálló képességében, és egyre inkább a délszláv régió felé fordult, mint olyan jövőbeli közösség felé, amely biztosíthatja fennmaradását és szabad fejlődését. Ezen az alapon, különösen a 20. század elejétől, a szellemi elitben egyre erőteljesebben bontakozott ki a jugoszláv nemzeti ideológia, amely azon a felfogáson alapult, hogy a délszlávok egy nemzet, amelynek közös államban kell élnie. Az első világháború tapasztalatai szerint a német keleti terjeszkedéstől való félelem arányában ez az ideológia megállíthatatlanul terjedt, így a horvát nemzeti kérdés megoldásának ilyen megközelítésén kívül csak az érintettek szűk köre (mint Ivo Pilar) és csoportjai (mint a frankisták) maradtak.
A mai generáció politikai műveltsége és tapasztalata az unitarizmus forrását Horvátországon kívülre helyezi, és kizárólag a horvátokat tekinti áldozatainak. Ezért a dolgok másként történő megfogalmazása egy olyan történész számára, aki semmi áron nem hajlik a „revizionizmusra”, bizonyos kényelmetlenséget okoz. Ezt a legkönnyebb úgy eloszlatni, ha kimondjuk a szóban forgó politikai nézet egyik ellenzőjének véleményét. Erre a legalkalmasabb az említett Ivo Pilar, aki minden bizonnyal a délszlávizmus és az állami integráció legkövetkezetesebb tagadója volt a szláv Délvidéken. Pilar a dr. Juričić néven kiadott a „Világháború és a horvátok” (Zágráb, 1915) című könyvében ezt írja:
A horvát-szerb nemzeti egység elve a 19. és a 20. század fordulóján merült fel a horvátok legtisztább hazafias indítékaitól a szerbekig, de a szerb királyság külpolitikájának új irányultsága miatt, Karagjorgjević érkezése után e politika hatása alá került. A horvátok ezt nem vették észre, és hagyták magukat vakon kizsákmányolni a Szerb Királyság és az Orosz Birodalom érdekeitől, a Monarchia érdekei ellen, és – mint állítjuk – saját legszentebb érdekeik ellen. Ez a hideg és meztelen igazság a horvát-szerb nemzeti egységről. Tudjuk, hogy ez a felismerés keserű csalódás a horvát értelmiség számára, mert a többség optima fide kétségtelenül egyetértett vele. Így kielégítette a horvát értelmiség érzelmi szükségleteit, nemzeti hagyományaink irányába esett, amelyben az illírség és a jugoszlávizmus nem törlődött, s így megfelelt népünk valamiféle nagyságra vonatkozó reményeinek és törekvéseinek, amelyről először úgy tűnt, hogy ez az út valósulhat meg, így a horvát ember gondolkodását és képzelőerejét bőséges munícióval látta el, amire annyira szüksége van; így gyakorolt ellenállhatatlan hatalmat a horvát pszichére.
A horvát délszlávizmus nem volt öncélú. A félelem és más pszichológiai tényezők konstrukciójaként ez volt az alapja Jugoszláviának, amely formálisan a háború vége felé megerősödött, természetes, azaz etnikai jogok alapján (W. Wilson, V. I. Lenin) és azon téves feltevés alapján jött létre, hogy a délszlávok egy nemzet és hogy egy közös államban azzá is válhatnak.

### Szerbia megszállása
A Szerb Királyság csak négy hónap sikeres hadviselés után, 1914. december 4-én az ún. niši nyilatkozatban jelentette be fő háborús célját, amelyben azt mondják, hogy „minden fel nem szabadított szerb, horvát és szlovén testvérünk felszabadításáért és egyesüléséért” küzd. Azt azonban nem árulták el, hogy ez a felszabadulás ugyanaz lesz-e, mint ami két évvel korábban a macedónokkal történt. Szerbia kormánya mindenesetre egyedüli szereplőként jelölte ki magát az ún. a jugoszláv kérdésben. 1915 végén és 1916 elején a központi hatalmak, Németország, Ausztria-Magyarország és Bulgária egyesített hadereje megtörte Szerbia és Montenegró ellenállását és megszállta az országot. A szerb hadsereg maradványait Albánián keresztül a szaloniki hadszíntérre szállították, a szerb kormány pedig a görögországi Korfu szigetére menekült.

## A bizottság megalapítása

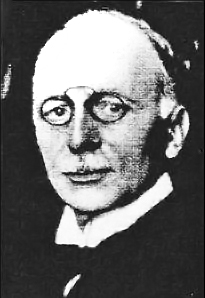
Ante Trumbić a bizottság elnöke

Az olaszországi horvát politikai emigránsok, Ante Trumbić, Frano Supilo, Ivan Meštrović és mások a titkos londoni szerződés után, amelyben az antant megígérte, hogy átengedi a délszláv területeket Olaszországnak (1915. április 26.), politikai kampányba kezdtek Ausztria-Magyarország összes délszláv népeinek erősebb délszláv képviselete létrehozása érdekében.. 1914. november 22-én megállapodtak a bosznia-hercegovinai szerb politikai emigránsok képviselőivel a Jugoszláv Bizottság létrehozásáról. A bizottság végleges megalakulására 1915. május 30-án került sor Párizsban, amikor az Ausztria-Magyarországot elhagyó szlovén politikusok is csatlakoztak a bizottsághoz. A bizottság elnökévé Ante Trumbićot választották, tagjai Frano Supilo, Ivan Meštrović, Hinko Hinković, Franko Potočnjak, Milan Marjanović, Nikola Stojanović, Dušan Vasiljević, Niko Županič, Gustav Gregorin, Bogumil Vošnjak és mások voltak. A bizottság székhelye London volt, irodái pedig Párizsban, Genfben, Petrográdban és Washingtonban létesültek. A Jugoszláv Bizottság a Habsburg Monarchiából származó délszlávok törvényes képviselőjének kiáltotta ki önmagát, aki önállóan határozta meg azt a küldetést, hogy Ausztria-Magyarország romjain Szerbiával vállvetve harcoljon egy délszláv állam létrehozásáért.

## A bizottság működése
A Jugoszláv Bizottság megalakulásával és szenvedélyes politikai tevékenységével Szerbia mellett a jugoszláv kérdés megoldásának másik jelentős tényezőjeként tűnt fel. Szerbia monopolhelyzete ezzel veszélybe került. Természetesen e két központon kívül Zágrábban is működött egy politikai központ, amely Szlovéniát, Isztriát és Bosznia-Hercegovinát a Habsburg korona alá tartozó közösség tagországaként remélte Horvátországhoz csatolni. A Jugoszláv Bizottság mindkét központtal, Korfuval és Zágrábbal kapcsolatban állt, amelyek azonban nem kommunikáltak egymással. A Jugoszláv Bizottság munkájának mozgatórugója Frano Supilo volt. 1915-ben és 1916-ban Supilo nemcsak prominens értelmiségieket tudott lenyűgözni, hanem az Egyesült Királyság, Franciaország, Oroszország és Olaszország kormányának minisztereit is. Keresztezték egymást útjaik Nikola Pašićtyal, a Szerb Királyság miniszterelnökével is. Mindezekből a kapcsolatokból Supilo megtudta, hogy Szerbia szövetségesei segítségével nagy politikai érvágást készít elő a horvátok és szlovének ellen, nevezetesen felfedezte a londoni titkos szerződést, és tudomást szerzett Dalmácia felosztásáról, valamint a horvát és szlovén területek egy részének Olaszországhoz és Szerbiához történő csatolásáról. Ezért Supilo haláláig heves kampányt folytatott az annektálási megállapodások felmondásáért. Drámája azonban csak akkor teljesült be, amikor rájött, hogy Pašić kormánya olyan Nagy-Szerbiát akar, amelyben az összes többi délszláv nemzet államisága és autonómiája elsikkadna.

## Supilo memoranduma

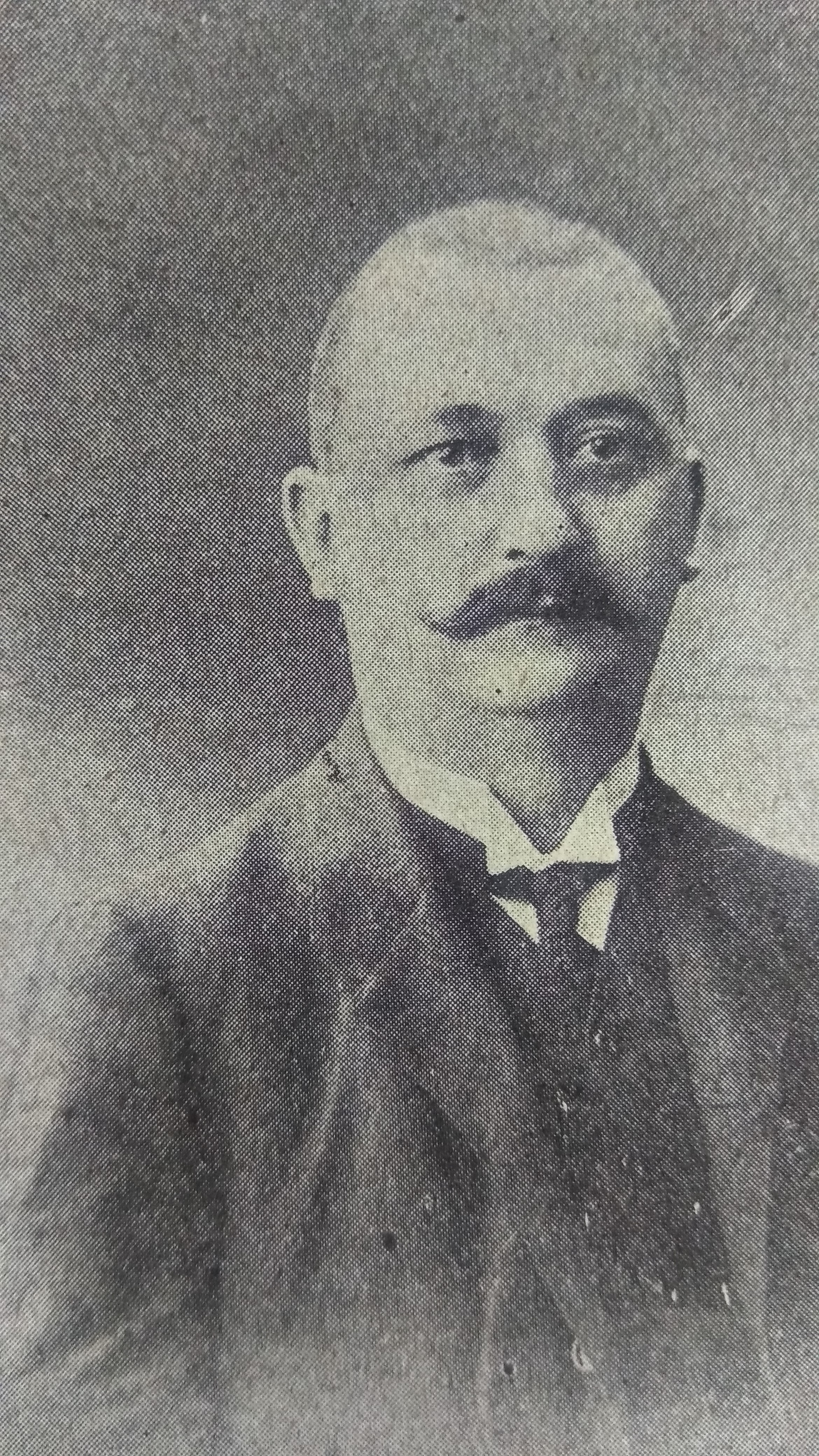
Frano Supilo

A Jugoszláv Bizottságban Supilo határozottan felszólalt Jugoszlávia létrehozásának nagyszerb terve ellen. Meggyőződése volt, hogy a szerbek terve nagyon veszélyes, és nem akar történelmi felelősséget vállalni a jövőbeni nagy döntésekért, ezért 1916. február 22-én Párizsban a Jugoszláv Bizottság plenáris ülésén ismertette Jugoszláviával kapcsolatos politikai koncepcióját. Supilo kiinduló tézisként azt állította, hogy Zágráb a három törzs (horvátok, szerbek és szlovének) nyugati részének történelmi politikai központjává, Belgrád pedig az úgynevezett keleti rész politikai központjává fejlődött, és hogy ennek a két politikai entitásnak a jövőbeni államban egyenlőnek kell lennie, és új közösséget kell felépítenie. A szerbek ezt a felfogást Ausztria-Magyarország mintájára kialakított kapcsolati modellként támadták, ami számukra abszolút elfogadhatatlan volt, mert ebben két nemzetről volt szó, a szerb koncepcióban pedig Jugoszlávia egy nemzetból állt volna, melyek így nem tudtak volna tárgyalni egymással és államközi megállapodásokat kötni. A szlovének, Županić, Gregorin és Vošnjak nem nyilatkoztak a leendő államszerkezetről, Supilo azonban határozottan harcba szállt Pašićtyal annak érdekében, hogy biztosítsa a többi délszláv ország önálló államiságát.
Ez a kemény álláspont Supilót még a Jugoszláv Bizottság többségével is összeütközésbe hozta. Ugyanis a bizottság tagjai a délszláv eszme iránti elkötelezettségük ellenére kerülték az államszerkezet egyértelmű meghatározását. A bizottság szerb tagjai: Stojanović, Vasiljević és mások a Szerb Királyság kormányának javaslatára a föderalizmus ellen foglaltak állást. Ante Trumbić, a bizottság elnöke valójában föderalista volt, de tudta, hogy Szerbia ezt nem fogadja el, és ezért bölcsebb egy kedvezőbb időre halasztani ezt a problémát. Frano Supilo memorandumában figyelmeztette a bizottságot, hogy a horvátok jövőbeli sorsa még rosszabb lehet, mint a Habsburg Monarchiában, ezért azt mondja, hogy „a horvátok és szlovének nagy többsége azonnal a szomorú osztrák rabságot látná benne, nem pedig azon rendelkezéseket...”, értsd Európa és Szerbia rendelkezéseit az ún. a jugoszláv kérdés megoldásáról. A memorandum benyújtásával egyidejűleg Supilo lemondott a bizottsági tagságról, hogy szabadabban tudjon fellépni a nagyhatalmak és Szerbia tervei ellen a leendő európai rendről.

## A jugoszláv légió problémája
A délszláv eszme az első világháborúig mélyen gyökeret vert a horvát emigrációban, különösen Dél-Amerikában. A háború hírére az emigráció tagjai spontán módon gyülekezve reagálnak, és hamarosan a Jugoszláv Bizottság védnöksége alatt találták magukat. (A kapcsolatot Miće Mičić bizottsági tag hozta létre, és az Omladina képviselői, Milostislav Bartulica és Ljubo Leontić szervezték meg.) Az emigráció a következő okok miatt volt fontos a bizottság számára: legitimációt adott neki, amit nem kaphatott meg a szülőföldről; költségeket fedezett, némi szabadságot adva neki a politikai cselekvésben a szerb kormánnyal kapcsolatban (amely a nyilvánosság érdekében megpróbálta saját testületévé redukálni), továbbá ez volt az alapja az elképzelt jugoszláv légió toborzásának a szaloniki hadszíntérre. Mindebből az egyetlen igazi hatás az anyagi támogatás volt. Az emigránsok legitimációja ellenére az antant nem ismerte el a bizottságot a Monarchia délszlávainak képviselőjeként, és a horvát emigránsok általában nem jelentek meg a szaloniki hadszíntéren.

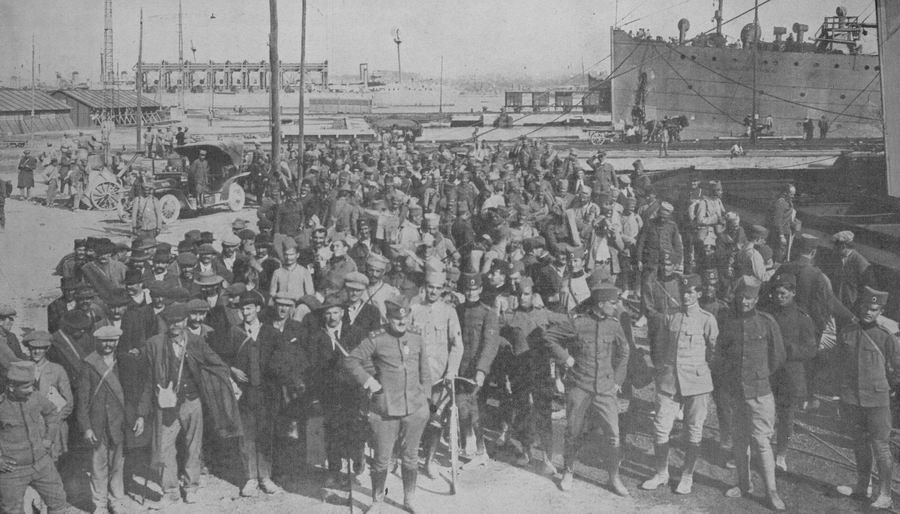
Az antant oldalán harcoló délszláv önkéntesek 1917-ben

A Jugoszláv Bizottság és a szerb kormány konfliktusának lényege talán legélénkebben az önkéntesek problémájában tükröződött. A bizottság elsősorban politikai, a kormány pedig katonai tényezőnek tekintette őket. Ennek megfelelően a bizottság elképzelése szerint külön jugoszláv légióként kellett volna megjelenniük, amely a szaloniki hadszíntér áttörése után (szimbolikusan) felszabadítja az osztrák-magyar uralom alatt élő délszlávokat, de Pašić is ragaszkodott hozzájuk, mint hatékony segítséghez, ezért kellett volna betagozni őket a szerb hadseregbe. Amikor terve kudarcot vallott, Trumbić megakadályozta, hogy önkéntesek távozzanak Dél-Amerikából (akiket ő irányított), míg Észak-Amerikát többnyire az Ausztria-Magyarországról érkezett, túlnyomórészt szerb nemzetiségű bevándorlók hagyták el és mentek Szalonikibe.
Az önkéntesekkel kapcsolatos probléma még drasztikusabb volt Európában. Ott főleg az oroszországi hadifoglyok közül toborozták őket (ami nem volt összhangban a nemzetközi hadijoggal). Az Odesszában (a Fekete-tengeren) összegyűlt horvát önkéntesek jugoszláv néven és rangjelzésekkel kérték, hogy küldjék őket a harctérre, amit a szerb tisztek elleneztek. A feszült, bizalmatlansággal teli légkörben konfliktusok törtek ki tragikus következményekkel. Közülük a leghíresebb 1916 októberében 13 önkéntes lemészárlása volt. A szerbek nemhogy nem becsülték meg az önkénteseket, de mindent megtettek azért, hogy megkeserítsék az életüket: az önkéntes tiszteket anyagilag egyenlőtlenül kezelték, a katonákat drasztikusan büntették, és erőszakos toborzásra is sor került. Az odesszai önkéntesek esete a jövőbeli állam viszonyaira is utalt, ha a létrehozásáról szóló szerb felfogás győz. A neves horvát író Miroslav Krleža így írt erről: „Odesszában kezdődött. A véres Odesszában, a Kanatno zavodban, ahol tömegesen mészároltak le bennünket, és ahol a halottak temetésekor azt mondták a temetést végzőknek, hogy ne tudják, kik ezek az emberek, „mert azok horvátok”. Odesszában mészárlás történt, ott csontokat törtek és vízbe fojtottak embereket...”

## A nagyszerb politika kudarca

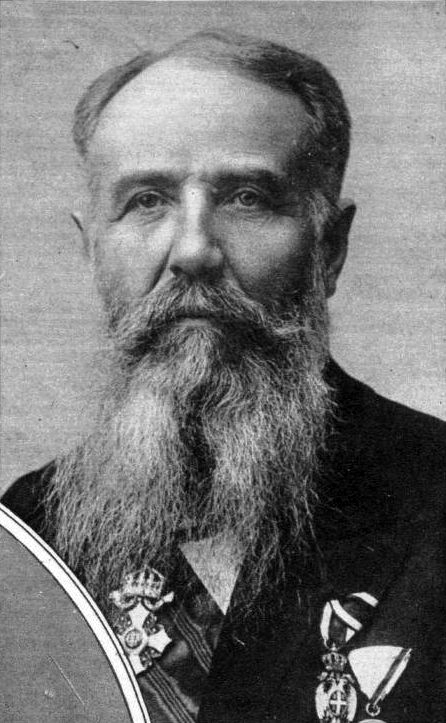
Nikola Pašić szerb miniszterelnök

Nikola Pašić Nagy-Szerbia létrehozásához ragaszkodva a háború két és fél évében visszautasított minden kötelező érvényű megállapodást a bizottsággal, mert úgy vélte, hogy csak Szerbiának van joga beszélni az osztrák-magyar uralokm alatt élő délszlávok sorsáról. Az emigránsok csoportját csak propagandára, Szerbiának nyújtott különféle tájékoztatásra, szolgáltatásra használta fel, és soha nem kezelte partnerként a közelgő nagy történelmi felfordulásban. 1917 közepén azonban jelentős változások mentek végbe, amelyek tompították Pašić keménységét, kizárólagosságát és arroganciáját, ami veszélyeztette Nagy-Szerbiáról alkotott elképzelését. Szerbia nehéz helyzetbe került. A Jugoszláv Bizottság és az ellenzék hosszú ideig kérte Pašićot, hogy állapodjon meg a bizottsággal, amit az Orosz Birodalomra, az Egyesült Királyságra és Franciaországra támaszkodva, amelyek évszázadokon át gyakorolták az érdekszférák felosztását és az újraelosztás politikáját idegen országok és gyarmatok között, elutasított. Oroszországban azonban megdöntötték a cárizmust, Szerbia legmegbízhatóbb támaszát, és 1917. április 2-án az USA hadat üzent Németországnak, ami azt jelentette, hogy egy demokratikus ország, amely a világ legnagyobb hatalmává vált, belépett az európai hadszíntérre, és nem akarta eltűrni a régi imperialista gyakorlatot az érdekszférák felosztásáról és az annexiókról. Az antant továbbra is ragaszkodott Ausztria-Magyarország fenntartásának politikájához, a harctereken elesett horvátok és szlovének pedig azt mutatták, hogy továbbra is lojálisak hozzá.

## A Jugoszláv Klub
1917-ben Ausztria-Magyarországon hirtelen meggyengült a rendszer. Májusban megújult a parlament munkája, amit a szlovének, dalmátok és isztriaiak – 29 fő – kihasználtak és kiadták a májusi nyilatkozatot, amellyel Ausztria és Magyarország mellett egy a harmadik állam alkotmányos elismerését követelték, azaz a dualizmust trializmussá kivánták alakítani. Egy hónappal ezután (1917. június 5.) néhány politikus és politikai párt ugyanezzel az ötlettel csatlakozott a bécsi Jugoszláv Klubhoz. Így született meg a Habsburg Monarchiában a horvátok vezetésével és Zágráb fővárossal a délszláv állam létrehozására irányuló kampány. A terv megvalósítása azt jelentette volna, hogy nemcsak Dalmácia, hanem Bosznia-Hercegovina sem tartozna Szerbiához, ami Pašić és kormánya számára borzasztó volt. Nikola Pašić félve egy a Habsburg Monarchián belüli új délszláv állam létrejöttétől és pozícióinak meggyengülésétől a szövetségesek körében, Szerbia nemzetközi és belső pozíciójának erősítése érdekében megállapodott a Jugoszláv Bizottsággal. Így született meg a korfui nyilatkozat.

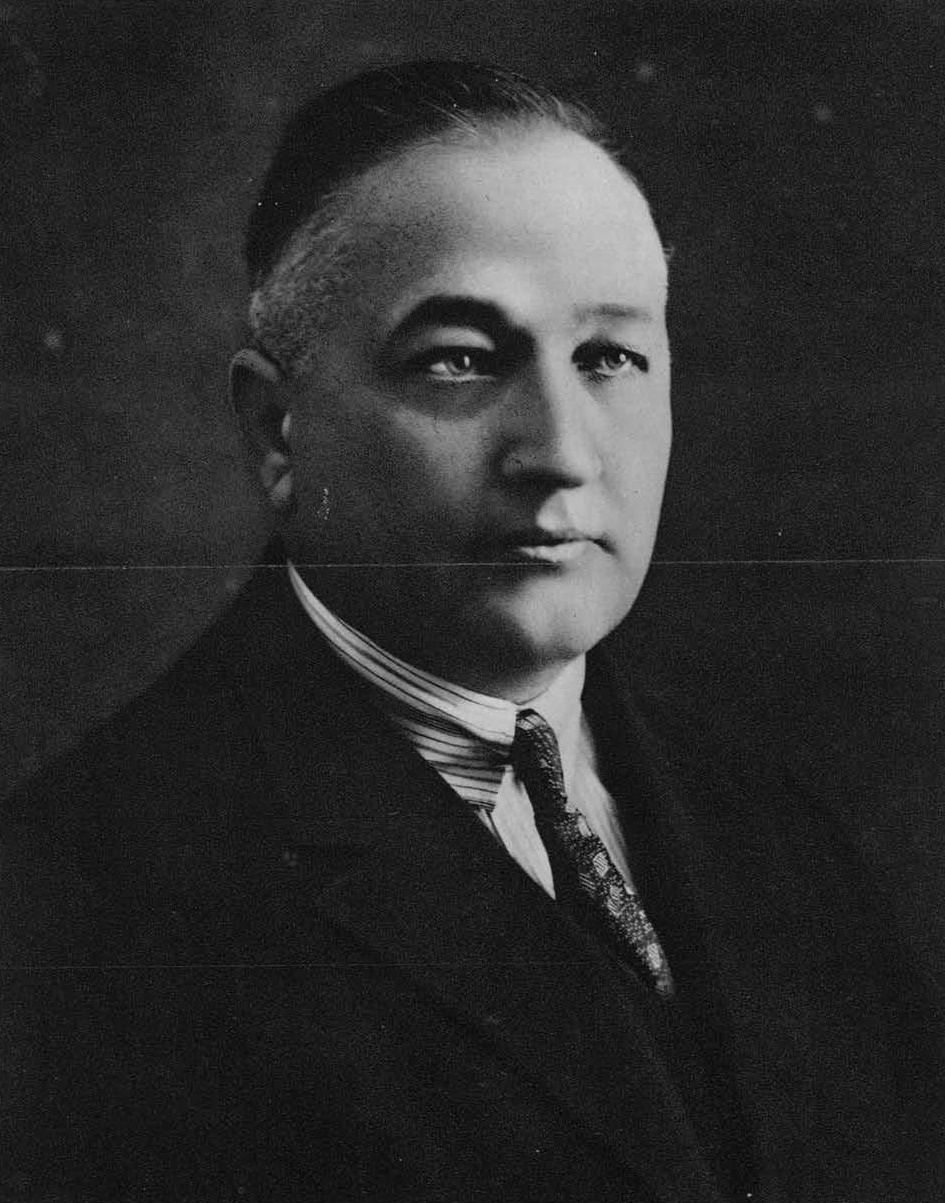
Anton Korošec a Jugoszláv Klub elnöke

A bizottság akciót indított az antant hatalmak irányába a horvátok, szerbek és szlovének nemzetiségi elv alapján történő egyesülési jogának elismerése érdekében, hangsúlyozva annak szükségességét, hogy a jövőben valamennyi délszláv régiót, különösen az Adriai-tengernél levőket fel kell venni a délszláv államba. Az Ausztria-Magyarország összeomlását feltételező program miatt a bizottság nehézségekbe ütközött az antant hatalmakkal. Különösen heves volt Olaszország ellenállása, amely határozottan ellenezte a délszláv állam létrehozását, attól tartva, hogy az olasz fennhatóságot veszélyeztethet az Adria térségében. A bizottság élvezte a Nikola Pašić vezette szerb kormány támogatását, de komoly nézeteltérések voltak közöttük a leendő közös állam egységesítésének és megszervezésének módját illetően. Míg a bizottság horvát tagjai egy szövetségi állam létrehozására törekedtek, amelyben Horvátország megőrizte volna politikai és nemzeti önállóságát, Szerbia a délszlávok egyesítését tervezte vezetése és uralma alatt („nagy megoldás”). Szerbia tartaléktervként azt tervezte, hogy csak azokat a területeket egyesíti Nagy-Szerbiába, ahol szerbek élnek („kis megoldás”), és amely magában foglalja Montenegrót, Bosznia-Hercegovinát, Vajdaságot és Horvátország egyes részeit (Szlavónia és Dalmácia). Az antant hatalmak e régiók nagy részét „kárpótlásként” ígérték meg neki (1915. augusztus 16.). A bizottság Szerbia követeléseivel szemben tanúsított engedékeny politikája miatt Frano Supilo 1916 júniusában lemondott. Az 1917-es fejlemények (májusi nyilatkozat, oroszországi forradalom) megadásra kényszerítették Pašićot, így 1917 július 20-án a Jugoszláv Bizottság és a szerb kormány megállapodást írt alá Korfun az egyesülésről és a közös állam létrehozásáról (korfui nyilatkozat), amely közelítette álláspontjaikat.

## A korfui nyilatkozat

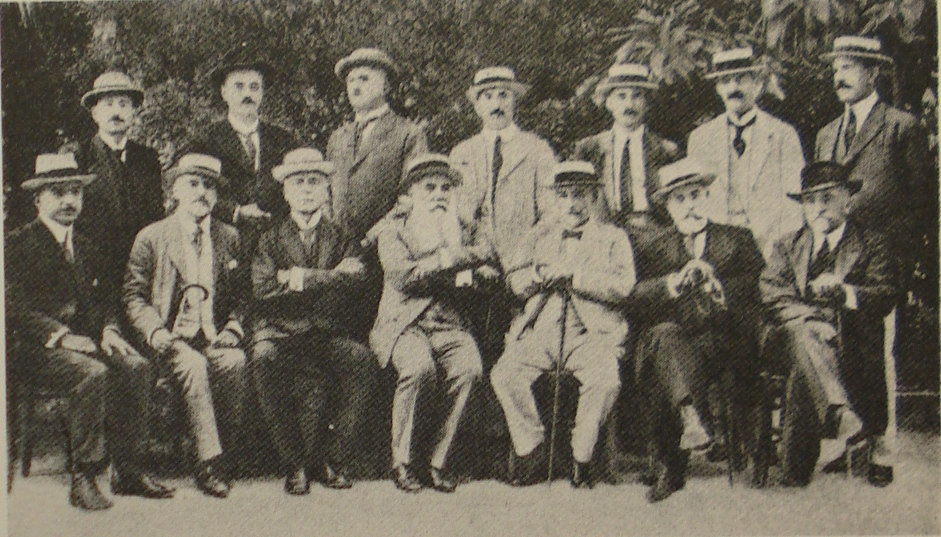
A korfui tárgyalások résztvevői

A korfui nyilatkozat a londoni Jugoszláv Bizottság és a Szerb Királyság kormánya által 1917. július 20-án aláírt megállapodás volt, amely kimondja, hogy „Szerb-Horvát-Szlovén Királyság” néven állam jön létre, mely alkotmányos, demokratikus és parlamentáris monarchia, amelynek élén a Karađorđević-dinasztia áll”. Ennek az államnak az ideológiai alapja az a tézis, hogy a szerbek, horvátok és szlovének „három névre keresztelt nemzet, egy és ugyanaz a vér, a beszélt és írott nyelv, az egység érzése, a terület folytonossága és integritása...”. Fontos leszögezni, hogy az aláírók leginkább az új állam alkotmányának problémáját vitatták meg. Mivel ebben nem tudtak megegyezni, a korfui nyilatkozatban szerepelt egy olyan pont, amely szerint a leendő alkotmányozó nemzetgyűlés dönt erről, minősített többséggel. A nyilatkozat a horvát emigráció nagy részének elégedetlenségét váltotta ki, mert sértette az egyesülés általuk tervezett módját.

## A kudarc és a bizottság megszűnése
A korfui nyilatkozat után a Jugoszláv Bizottság a szövetséges országokban folytatta propaganda és politikai tevékenységét. Annak érdekében, hogy Jugoszlávia eszméje összhangban legyen az „egy nemzet-egy állam” meghirdetett elvével, mindenütt elhangzott, hogy a jugoszlávok egy nemzet, mely három törzsből áll. Így a leendő állam nemzetközi elismerése mellett az ideológiai álca játszotta a fő érv szerepét. A bizottság másik tevékenységi területe a délszlávok és hadseregük önkéntes egységek formájában való képviselőjeként történő nemzetközi elismerése volt. A Jugoszláv Bizottság abban reménykedett, hogy az antant, ahogy azt a csehekkel és a lengyelekkel is tette szövetségeseként ismeri el őket. Pašić azonban nemcsak azt javasolta a szövetséges hatalmaknak, hogy ezt ne tegyék, hanem belülről próbálta felforgatni a bizottságot, lemondásra bírta szerb tagjait, és miniszteri pozíciókat ajánlott fel nekik, amit a bizottság elutasított. A bizottság és a szerb kormány viszonya az aláírt megállapodás ellenére a háború végéig igen zavaros maradt. Pašić kormánya továbbra is ragaszkodott Nagy-Szerbia gondolatához, Trumbić és a bizottság pedig tehetetlenül várta a háború végét.
A kereszténydemokrata elvekről és a leendő jugoszláv-olasz határ kérdésének megoldásáról szóló londoni Trumbić-Torre egyezmény (1918. március 7.) után, amelyet az Ausztria-Magyarország elnyomott népeinek római kongresszusa (április 8.) fogadott el, a brit, francia, amerikai és olasz kormány elfogadta Ausztria-Magyarország megszüntetésének politikáját, és támogatta szláv népeinek nemzeti törekvéseit. Az osztrák-magyarországi délszlávokat azonban – a lengyelekkel és a csehekkel ellentétben – nem ismerték el szövetséges népként, és az olasz és szerb kormány ellenállása miatt a Jugoszláv Bizottságot sem ismerték el politikai képviselőjükként. Csak Ausztria-Magyarország összeomlása és a zágrábi Nemzeti Tanácsa által vezetett szlovének, horvátok és szerbek államának létrehozása után egyezett bele a szerb kormány az ellenzék és a brit kormány nyomására a jugoszláv állam létrehozásába. 1918. november 9-én Genfben megállapodást kötöttek a dualista alapon történő egyesülésről (genfi nyilatkozat). A szerb kormány azonban nem akarta végrehajtani ezt a megállapodást. A Jugoszláv Bizottság tevékenysége során sikerült az antant hatalmakat érdekeltté tenni mind a horvátok, szerbek és szlovének közös állammá egyesítése, mind a jugoszláv-olasz határ igazságos megoldásában, de ez nem befolyásolta jelentősen a viszonyok alakulását. 1918. december 1-jén Horvátországnak sem volt beleszólása az egyesülés végrehajtásába. A Jugoszláv Bizottság 1919 márciusában beszüntette munkáját. A bizottság a Bulletin Yougoslave (1915-1919) című lapon keresztül fejtette ki politikai nézeteit.

## Fordítás
Ez a szócikk részben vagy egészben  a   Jugoslavenski odbor című horvát Wikipédia-szócikk ezen változatának fordításán alapul.  Az eredeti cikk szerkesztőit annak laptörténete sorolja fel. Ez a jelzés csupán a megfogalmazás eredetét és a szerzői jogokat jelzi, nem szolgál a cikkben szereplő információk forrásmegjelöléseként.